# Ghostbusters: Frozen Empire
Ghostbusters: Frozen Empire es una película de comedia sobrenatural estadounidense dirigida por Gil Kenan a partir de un guion coescrito por Jason Reitman y Kenan. Sirve como secuela de ghostbusters: Afterlife (2021) y quinta película de la franquicia Los cazafantasmas. La película está protagonizada por Finn Wolfhard, Mckenna Grace, Logan Kim, Celeste O'Connor, Carrie Coon, Paul Rudd, Ernie Hudson y William Atherton retomando sus papeles, con nuevas incorporaciones al elenco que incluyen a Kumail Nanjiani, Patton Oswalt, James Acaster y Emily Alyn Lind.
Tras el éxito de Afterlife, Sony anunció la secuela en abril de 2022, con Reitman regresando como director. Kenan asumiría el cargo de director de Reitman en diciembre de 2022, mientras que el resto del elenco repitió sus papeles. Los nuevos miembros del reparto, incluidos Nanjiani, Oswalt, Acaster y Lind, se anunciaron en marzo de 2023 y la filmación comenzó ese mes. Es la primera película de la franquicia Cazafantasmas que no es producida por Ivan Reitman, quien dirigió las dos primeras películas y murió en febrero de 2022.
La película fue estrenada por Sony Pictures Releasing el 22 de marzo de 2024.

## Premisa
La familia Spengler decide dejar Summerville, Oklahoma y regresar al lugar donde empezó todo, la emblemática estación de bomberos de la ciudad de Nueva York, y ayudar a los Cazafantasmas originales, que han desarrollado un laboratorio de investigación ultrasecreto para llevar la caza de fantasmas al siguiente nivel. Pero cuando el descubrimiento de un antiguo artefacto desata una fuerza maligna, los Cazafantasmas nuevos y antiguos deben unir fuerzas para proteger su hogar y salvar al mundo de una segunda Edad de Hielo.

## Argumento
En julio de 1924 los bomberos del Departamento de Bomberos de la Ciudad de Nueva York (FDNY) encuentran a más de treinta personas muertas congeladas dentro de un club de caballeros, mientras un extraño cántico en idiomas extintos suena en un fonógrafo. El único superviviente es una mujer con una armadura que sostiene un orbe misterioso.
En la actualidad, Callie Spengler, su novio Gary Grooberson y sus hijos Trevor y Phoebe se han instalado en la estación de bomberos de Nueva York, mientras que los viejos amigos de Trevor y Phoebe, Lucky Domingo y Podcast, trabajan con Winston Zeddemore y Ray Stantz. Después de atrapar al Dragón de Alcantarillado de Hell's Kitchen, el equipo enfrenta reacciones públicas y amenazas del alcalde Walter Peck, un viejo oponente de los Cazafantasmas. Para apaciguar a Peck, Callie suspende a la adolescente rebelde Phoebe del campo hasta que sea adulta legal. Phoebe conoce y se hace amiga de una fantasma llamada Melody, que murió en un incendio con su propia familia cuando ella tenía 16 años.
Ray y Podcast han estado recolectando objetos malditos en Ray's Occult Books. Un mecenas, Nadeem Razmaadi, le vende a Ray el orbe, que perteneció a su difunta abuela; Cuando Ray prueba sus niveles de PKE, el orbe desata una carga psíquica que daña la pared alrededor de la unidad de ectocontención de la estación de bomberos, que está peligrosamente cerca de su capacidad. Winston y Lucky presentan a los Spengler el Centro de Investigación Paranormal de propiedad privada de Winston, donde a pesar de haber aplicado ingeniería inversa a la tecnología de ectocontención de Egon Spengler para convertirla en una máquina que puede extraer energía espiritual, el Dr. Lars Pinfield no puede extraer nada del orbe.
Trevor, Pinfield y Lucky visitan a Nadeem y descubren la cámara oculta revestida de latón donde la abuela de Nadeem guardaba el orbe. Una evaluación parapsicológica realizada por Peter Venkman revela que Nadeem tiene poderes pirocinéticos latentes. Melody visita a Phoebe en la estación de bomberos, donde se interesa especialmente por la unidad de contención. En secreto, Melody trabaja para la identidad atrapada dentro del orbe, quién le ha encargado estar cerca de Phoebe.
Ray, Phoebe y Podcast visitan al Dr. Hubert Wartzki en la Biblioteca Pública de Nueva York, donde les explica el propósito del orbe. Hace miles de años, un rey pidió ayuda a un dios para ayudarle a conquistar Asia. Este accedió y el monarca obtuvo su imperio. Pero, en ese momento, el rey se dio cuenta de las ansias expansionistas del dios, por lo que se volvió contra él. El dios, en respuesta, descubrió que podía controlar a otros fantasmas y matar provocando miedo en sus víctimas, congelándolas por debajo del cero absoluto, cuando se alimentaba de sus emociones negativas. Sin embargo, una orden compuesta por cuatro hechiceros, los Maestros del Fuego, le hicieron frente. El dios, cuyo nombre era Garraka, fue derrotado, despojado de sus cuernos (su principal fuente de poder) y encerrado dentro del orbe, hecho de latón. Él fue liberado brevemente más tarde por la Sociedad de Aventureros de Manhattan en 1904, matándolos antes de ser recapturado por uno de los descendientes de los Maestros del Fuego (la abuela de Nadeem), y la biblioteca había archivado la grabación del cilindro del fonógrafo del ritual del club. Un poltergeist, Possessor, intenta robar el cilindro, pero Podcast, Phoebe y Ray lo persiguen. Possessor se mete en una de las estatuas de los leones de la Biblioteca pública de Nueva York, haciendo que esta cobre vida e intente atacar a Ray. Por suerte, tras seguir sus instrucciones, Podcast logra sacar del vehículo en el que viajan, una pistola de protones, que Phoebe usa para destruir a la estatua. Sin embargo, los trozos de esta destruyen varios coches, por lo que todos son arrestados por daños contra la propiedad pública. En la comisaria, Phobe confronta al alcalde y le exige que le devuelvan su equipo. En respuesta a la desobediencia una vez más de los Cazafantasmas, Peck se apodera de la estación de bomberos y confisca su equipo original.
Phoebe huye de su familia para ver a Melody y deliberadamente se convierte en un fantasma durante dos minutos con la máquina de extracción del laboratorio para que ella y Melody puedan interactuar físicamente. En un principio, Phoebe se disponía a conversar con su nueva amiga, pero en ese momento, Melody le revela que hizo un trato para liberar a Garraka del cautiverio a cambio de paso al más allá. La identidad hipnotiza a Phoebe y la obliga a recitar el canto del ritual. Cuando Phoebe termina de recitarlo, el orbe se abre y Garraka escapa y congela la ciudad. Como ya no le es útil, Garraka no cumple su trato con Melody y la expulsa del lugar. Al darse cuenta de que Garraka tiene la intención de liberar a los fantasmas de la unidad de contención para reconstruir su ejército, los Cazafantasmas se reúnen para defender su cuartel general con equipo nuevo, mientras Nadeem se pone la armadura de bronce de su abuela y domina su piroquinesis para ayudarlos.
Cuando llega Garraka, fácilmente derrota a los Cazafantasmas antiguos y nuevos, congelándolos. En el sótano, Phoebe habla con Melody para convencerla de hacer las cosas bien, pero ella se niega. A su vez, arriba, el dios demoníaco empieza a recitar un canto, haciendo que la unidad de contención se rompa, expulse un rayo de color rojo al cielo y liberando a los fantasmas capturados. Melody se une a los demás fantasmas y por la onda sísmica, Phoebe queda inconsciente. Phoebe se despierta, sube a la planta principal y con su paquete de protones mejorado con latón, ataca a Garraka, para sorpresa de este, hiriéndole. Pero Garraka es más fuerte y con un poco de insistencia, también congela a Phoebe. Sin embargo, Melody recapacita y enciende su último fósforo. Nadeem aprovecha esto, canaliza el fuego y ataca a Garraka. La entidad se debilita, descongelando a todos los Cazafantasmas. Phoebe vuelve a usar su rayo mejorado y con la ayuda de su familia, lo mantiene firme, atacando a Garraka por dos frentes. Al mismo tiempo, Ray  y los antiguos Cazafantasmas reconfigura la unidad para atrapar al dios. Tras aprisionarlo, Phoebe vuelve a ver a Melody y se reconcilian. El hecho de ayudar a los Cazafantasmas a hacer las cosas bien permite que Melody encuentre la paz y se desvanezca, ascendiendo al más allá para reunirse con su familia. La ciudad se derrite y los ciudadanos saludan a los Cazafantasmas como héroes. A pesar de que Peck amenaza con acabar con los Cazafantasmas, Winston usa la oratoria y el hecho de que le están grabando en directo para que el alcalde apoye al equipo y reinstale a Phoebe. Callie deja que Trevor conduzca el Ecto-1 y los nuevos Cazafantasmas comienzan a perseguir a los fantasmas fugitivos, incluidos al Sewer Dragon, Slimer y Mini-Pufts.
En una escena poscréditos, un camionero se baja en una gasolinera para hacer una llamada. De la nada, su camión de la marca de malvaviscos Stay-Puft se enciende y comienza a moverse. Dentro, están los Mini-Pufts.

## Reparto
- Mckenna Grace como Phoebe Spengler
- Finn Wolfhard como Trevor Spengler
- Logan Kim como Podcast[4]
- Celeste O'Connor como Lucky Domingo
- Carrie Coon como Callie Spengler
- Paul Rudd como Gary Grooberson
- Bill Murray como el Dr. Peter Venkman
- Dan Aykroyd como el Dr. Ray Stantz
- Ernie Hudson como el Dr. Winston Zeddemore[5]
- William Atherton como Walter Peck[6]
- Kumail Nanjiani como Nadeem Razmaadi
- Patton Oswalt como Dr. Hubert Wartzki
- James Acaster como Dr. Lars Pinfield
- Emily Alyn Lind como Melody

## Producción
Tras el lanzamiento de ghostbusters: Afterlife en diciembre de 2021, Dan Aykroyd ha expresado interés en que el elenco sobreviviente del equipo original de Ghostbusters retome sus papeles en hasta tres secuelas.
En abril de 2022, se anunció que una secuela de ghostbusters: Afterlife (2021) estaba en desarrollo temprano en Sony Pictures.
En junio de 2022, la película fue confirmada por el director Jason Reitman bajo el título provisional Firehouse. Ese mismo mes se anunció que la secuela se llevaría a cabo en la ciudad de Nueva York. El 28 de junio de 2022, The Hollywood Reporter anunció que la película se estrenaría el 20 de diciembre de 2023. El 5 de octubre de 2022, Mckenna Grace anunció que volvería a interpretar su papel. Al mes siguiente, Ernie Hudson reveló que leyó un guion de la película.
En diciembre de 2022, se anunció que Gil Kenan reemplazaría como director a Reitman, quien aún permanece como escritor y productor. También se anunció que regresarían Paul Rudd, Finn Wolfhard y Carrie Coon. En marzo de 2023, se anunció que Kumail Nanjiani, Patton Oswalt, James Acaster y Emily Alyn Lind habían sido elegidos para la película
En una entrevista del 25 de abril de 2023 con The Film Collective, Ernie Hudson confirmó que Dan Aykroyd, Bill Murray y Annie Potts aparecerían en la película diciendo “Es genial estar de vuelta con Danny, Bill, Annie Potts y el nuevo elenco. Han pasado cuarenta años, se siente como en familia.

### Rodaje
La fotografía principal comenzó el 20 de marzo de 2023, bajo el título provisional Firehouse, con Eric Steelberg como director de fotografía.

## Estreno
Fue estrenada por Sony Pictures Releasing el 22 de marzo de 2024. Anteriormente estaba programada para ser estrenada el 20 de diciembre de 2023, pero se retrasó hasta el 29 de marzo de 2024, (tomando la fecha de lanzamiento original de Spider-Man: Beyond the Spider-Verse) debido a la huelga SAG-AFTRA de 2023. Finalmente, en enero de 2024, la fecha fue adelantada una semana.